# Idaho Wing Civil Air Patrol
A Idaho Wing Civil Air Patrol (IDWG) é uma das 52 "alas" (50 estados, Porto Rico e Washington, D.C.) da "Civil Air Patrol" (a força auxiliar oficial da Força Aérea dos Estados Unidos) no Estado do Idaho. A sede da Idaho Wing está localizada na cidade de Blackfoot. A Idaho Wing consiste em mais de 450 cadetes e membros adultos distribuídos em 7 locais espalhados por todo o Estado.
A ala de Idaho é membro da Região de Rocky Mountain da CAP juntamente com as alas dos seguintes Estados: Colorado, Montana, Utah e Wyoming.

## Missão
A Civil Air Patrol tem três missões: fornecer serviços de emergência; oferecer programas de cadetes para jovens; e fornecer educação aeroespacial para membros da CAP e para o público em geral.

## Serviços de emergência
A CAP fornece ativamente serviços de emergência, incluindo operações de busca e salvamento e gestão de emergência, bem como auxilia na prestação de ajuda humanitária.
A CAP também fornece apoio à Força Aérea por meio da realização de transporte leve, suporte de comunicações e levantamentos de rotas de baixa altitude. A Civil Air Patrol também pode oferecer apoio a missões de combate às drogas.
Em março de 2020, voluntários da IdahoWing foram acionados para apoiar o Centro de Operações de Emergência do condado de Kootenai durante a pandemia COVID-19. Os membros desempenhavam funções administrativas de apoio ao condado, incluindo ajudar o centro de operações a obter reembolsos da FEMA.

## Programas de cadetes
A CAP oferece programas de cadetes para jovens de 12 a 21 anos, que incluem educação aeroespacial, treinamento de liderança, preparo físico e liderança moral para cadetes.

## Educação Aeroespacial
A CAP oferece educação aeroespacial para membros do CAP e para o público em geral. Cumprir o componente de educação da missão geral da CAP inclui treinar seus membros, oferecer workshops para jovens em todo o país por meio de escolas e fornecer educação por meio de eventos públicos de aviação.

## Organização

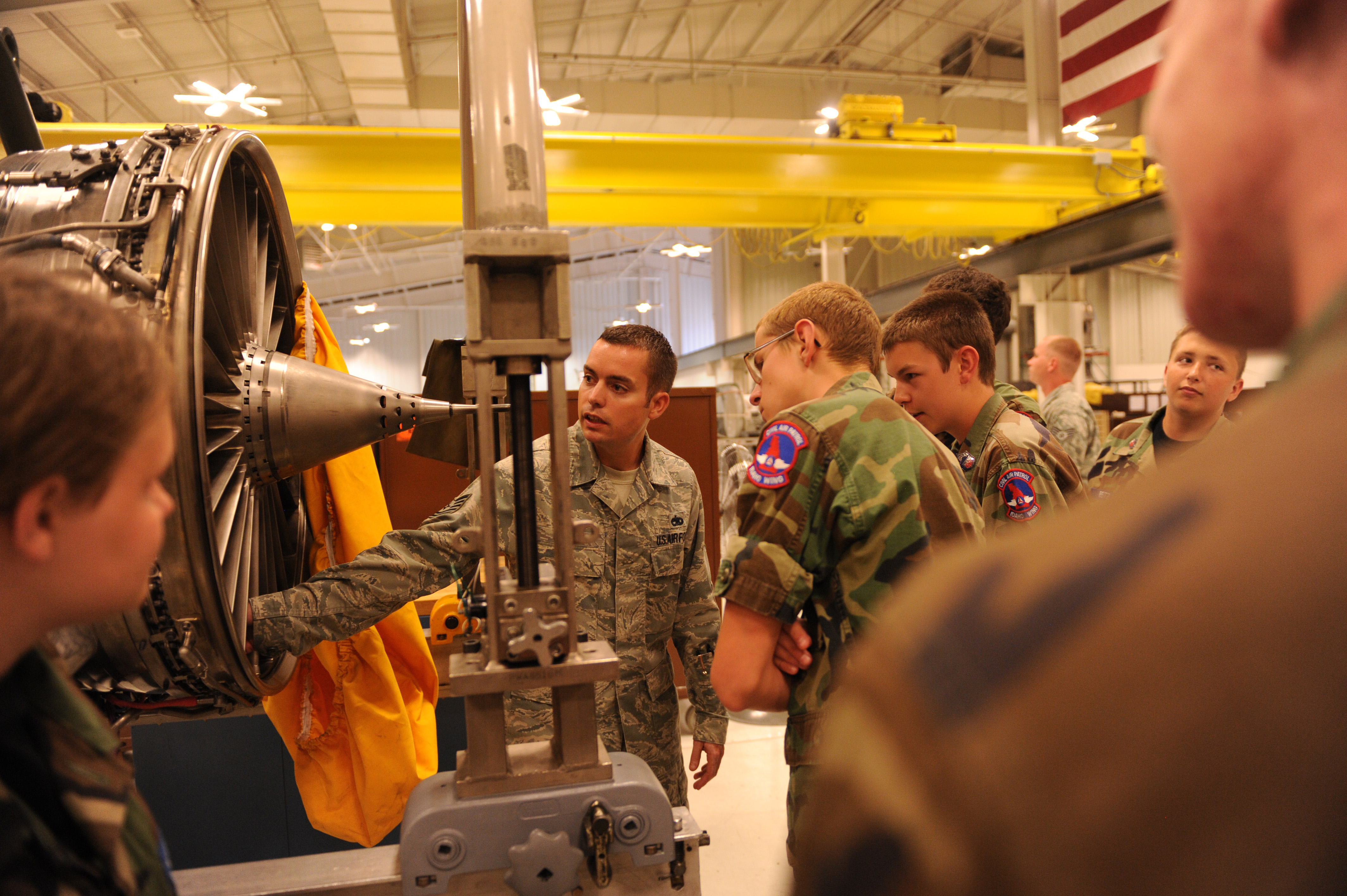
Alunos da Idaho Wing da CAP desfrutam de um tour pela base da Mountain Home Air Force Base, Idaho.

| Designação | Nome do Esquadrão                | Localização |
| ---------- | -------------------------------- | ----------- |
| ID-097     | Eagle Rock Composite Squadron    | Idaho Falls |
| ID-096     | Pocatello Composite Squadron     | Pocatello   |
| ID-069     | Joe Engle Composite Squadron     | Burley      |
| ID-049     | Twin Falls Composite Squadron    | Twin Falls  |
| ID-073     | Boise Composite Squadron         | Boise       |
| ID-015     | Nampa Composite Squadron         | Nampa       |
| ID-083     | Coeur d’Alene Composite Squadron | Hayden Lake |